# Clerocracia
Clerocracia é uma forma corrupta de teocracia onde o clero governa no interesse próprio.